# Ngã ba Đồng Lộc (phim)
Ngã ba Đồng Lộc là bộ phim điện ảnh Việt Nam về đề tài chiến tranh do Lưu Trọng Ninh đạo diễn và kịch bản của Nguyễn Quang Vinh. Phim dựa trên sự kiện có thật về 10 cô gái thanh niên xung phong thuộc Tiểu đội 4, Đại đội 552, thuộc Tổng đội Thanh niên xung phong ở Ngã ba Đồng Lộc, huyện Can Lộc, Hà Tĩnh.

## Phân vai

### 10 nữ Thanh niên xung phong
- Trần Thị Huế vai Hồ Thị Cúc
- Thúy Hường vai Võ Thị Tần[1]
- Vân Anh vai Nguyễn Thị Nhỏ
- Sao Chi vai Nguyễn Thị Xuân
- Lê Thị Thuận vai Võ Thị Hà
- Hồng Thắm vai Trần Thị Hường
- Thanh Cảnh vai Hà Thị Xanh
- Ngọc Dung vai Trần Thị Rạng
- Nam Phương vai Dương Thị Xuân
- Hà Thanh vai Võ Thị Hợi

### Nhân vật khác
- Xuân Bắc vai Thắng (người yêu Rạng - danh đề: Lê Văn Bắc)
- Phan Thị Mơn vai Mẹ của Rạng
- Nhật Trường vai Linh
- Nhật Mai vai Hoa
- Kim Anh vai Nụ
- Trần Thị Thảo vai Hồng
- Mai Nguyên vai Lái xe
- Thu Hà, Lan Anh, Minh Hằng, Thúy Nga, Thúy Hằng...

## Sản xuất
Năm 1996, Sau chuyên đi thực tế để viết kịch bản phim tại ngã ba Đồng Lộc và được nghe bài thơ “Hà ơi!”, nhà văn Quang Vinh quyết định lấy tên kịch bản là “Vầng trăng trinh nữ”. Cùng năm này đạo diễn Lưu Trọng Ninh kịch đưa kịch bản đến nhà quay phim Nguyễn Hữu Tuấn.
Bốn người của đoàn làm phim gồm chủ nhiệm và họa sĩ đi nghiên cứu thực địa để chuẩn bị cho giai đoạn quay. Đạo diễn Lưu Trọng Ninh và quay phim Nguyễn Hữu Tuấn đi tìm hiểu các sự kiện. Ban đầu thông tin của các nhân chứng tại địa phương và thông tin tạo Bảo tàng tỉnh không khớp nhau; sau đó, đạo diễn và quay phim tìm gặp ông Linh, bí thư chi bộ thôn. Ông Linh, nguyên là tiểu đội trưởng, chỉ huy hơn mười cô thanh niên xung phong.
Sau khi nghe câu chuyện của ông Linh, đạo diễn Lưu Trọng Ninh quy định phải sửa lại phần lớn kịch bản, nội dung sẽ thể hiện các cô là nạn nhân của chiến tranh. Kịch bản gốc miêu tả các cô gái hy sinh khi thông đường trong lúc máy bay đang ném bom, kịch bản được sửa lại sát hiện thực hơn khi các cô đang nghỉ ngơi. Về sau, vì những lý do nào đó, câu chuyện của ông Linh được kể khác đi, nhưng quá khác với lúc đầu. Mở đầu phim với dòng thông báo "Dựa theo chuyện có thật", nhưng để tránh kiểm duyệt kịch bản, các thành viên của đoàn thống nhất không báo cáo việc sửa kịch bản mà cứ quay theo sự thật.

## Hậu trường
Đây là bộ phim điện ảnh đầu tiên của NSND Xuân Bắc.
Cô gái Hà Thanh đóng vai Hợi là người nhỏ tuổi nhất trong số các diễn viên đóng 10 cô gái Đồng Lộc, lúc đó chị mới học lớp 11, còn các chị khác là sinh viên của Đại học Vinh. Hà Thanh đã đảm nhận diễn cảnh Hợi nằm trong vũng nước giữa đêm hè nóng bức, thực ra cảnh này được quay vào đợt cuối năm, trong thời tiết rét buốt dịp Noel.
Vai mẹ của cô Rạng do bà Phan Thị Mơn đóng, bà là một nghệ nhân ca trù ở Cổ Đạm, Nghi Xuân, Hà Tĩnh. Bà đã tập luyện trong hai tháng để đóng một người mẹ già lưng còng, cảnh quay bà đi lên từ hố bom phải quay lại đến năm lần mới đạt ý đồ của đạo diễn. Bà được công nhận Nghệ nhân ca trù năm 2008 và qua đời năm 2013.

## Câu chuyện
Tại ngã ba Đồng Lộc có hai gò đất, vị trí mà mảnh bom rơi chưa bao giờ lọt được vào. Mấy hôm liền máy bay Mĩ không đánh, đang mùa mưa, xe tiếp tế cũng không vận chuyển gì nhiều. Chiều hôm đó, các cô đi rà soát mặt đường như mọi ngày, lúc các cô nghỉ ngơi, một tốp 4 chiếc máy bay chiến đấu bay sang hướng Lào. Bỗng chiếc cuối cùng tách khỏi đội hình, thả một quả bom bay về phía các cô đang nghỉ. Lúc này ông Vinh chứng kiến tất cả, khi đến nơi thấy các cô gái không trúng bom nhưng sức ép từ vụ nổ khiến các cô tử bong vì bị đứt mạch máu bên trong. Quả bom rơi ngay cạnh chỗ cô Cúc ngồi, chỉ tìm thấy một mảnh áo, và một vài món đồ cá nhân của cô.

## Phát hành
Bộ phim được công chiếu năm 1997
Tháng 5 năm 2013 bộ phim được gửi đến giới thiệu trong Liên hoan phim quốc tế Imagineindia lần thứ 11 tại Madrid - Tây Ban Nha.

## Giải thưởng
- Giải Bông Sen vàng taị Liên hoan phim Việt Nam lần thứ XII năm 1999
- Giải A của Hội Điện ảnh Việt Nam năm 1997
- Giải thưởng của Ủy ban Bảo vệ hòa bình Triều Tiên tại Liên hoan phim Quốc tế các nước không liên kết tại Bình Nhưỡng năm 1998